# اسید فسفوتنگستیک
اسید فسفوتنگستیک (به انگلیسی: Phosphotungstic acid) با فرمول شیمیایی H۳PW۱۲O۴۰ یک ترکیب شیمیایی است. که جرم مولی آن ۲۸۸۰٫۲ g/mol می‌باشد. 